# Taipa
L'isola di Taipa è la più piccola delle due isole che appartengono alla regione amministrativa speciale di Macao.

## Geografia
Collegata alla penisola da tre ponti, l'isola si trova a circa 2,5 km dalla penisola su cui sorge la città di Macao ed a est dell'isola di Hengqin, che appartiene al Guangdong.
Su Taipa si trovano:
- l'Aeroporto Internazionale di Macao;
- l'Università di Macao;
- il Macau Jockey Club;
- il Macau Stadium.